# Shades of Gray
"Shades of Gray" is de negentiende aflevering van het derde seizoen van de sciencefictiondramaserie van NBC : Heroes en de drieënvijftigste in totaal. De aflevering werd voor het eerst in de Verenigde Staten uitgezonden op 9 maart 2009.

## Verhaal

### Matt Parkman,Nathan Petrellien Danko
- Matt staat gedrogeerd op een plein in Washington D.C. met een bommengordel om zijn middel. Deze heeft Danko hem achter de rug van zijn baas Nathan om omgegord, omdat hij van hem een terrorist wil maken om zo te kunnen ‘bewijzen’ dat de paranormaal begaafden gevaarlijk zijn. Door dat nog eens extra te bewijzen hoopt hij nog meer overheidssteun los te kunnen weken.
- Nathan is hierachter gekomen en gaat naar Matt toe om hem te helpen. Hij zegt tegen Matt dat deze de gedachten moet lezen van de antiterreuragenten die hem hebben omsingeld om zo te weten te komen hoe hij de bommengordel kan onschadelijk maken.
- Ze worden gefilmd en Danko ziet op tv dat zijn baas Nathan bij Matt staat. Hij besluit de bom toch te doen ontploffen. ‘Rebel’ komt tussen door Danko’s computer (die deze nodig heeft om de bom van op afstand te activeren) te hacken. Tegen de tijd dat het computerprobleem is opgelost en Danko op de rode knop drukt om de bom te doen afgaan, heeft Matt zijn bommengordel al onschadelijk gemaakt.
- Eenmaal terug op het hoofdkwartier dreigt Nathan ermee Danko te ontslaan, maar deze trekt Nathans gezag in twijfel door uit te laten schijnen dat hij vermoedt dat Nathan paranormaal begaafd is.
- Danko gaat naar Tracy Strauss toe in haar cel en vraagt haar of Nathan soms paranormale gaven heeft. Ze liegt dat ze het niet weet.
- Danko schiet een raam stuk en duwt Nathan uit het raam. Nathan stopt zijn val door te beginnen zweven en vliegt daarna weg. Danko heeft zo zijn bewijs dat Nathan paranormaal begaafd is.

### Sylaren Samson
- Sylar is toegekomen bij het huis van zijn vader Samson, die hem als kleine jongen heeft verkocht.
- Samson, die een taxidermist is, toont aan Sylar hoe hij dieren opzet : hij bevriest ze levend met zijn paranormale gaven. Hij demonstreert dit bij een konijn.
- Sylar snijdt zich per ongeluk bij de verdere preparatie van het konijn en geneest onmiddellijk, wat Samson ziet.
- Samson wil de genezingsgave van zijn zoon hebben om zo van zijn terminale kanker te kunnen genezen. Hij vuurt daarom pijlen af op Sylar met behulp van telekinese en pint hem vast tegen de muur. Hij wil hem opensnijden om zo zijn gave te kunnen absorberen maar Sylar gooit hem naar achteren door middel van telekinese. Sylar trekt de pijlen uit zijn lijf en wil daarna weggaan.
- Samson beseft dat hij alsnog een trage, pijnlijke dood zal sterven ten gevolge van zijn kanker en vraagt Sylar om hem in plaats daarvan te doden. Sylar antwoordt hem dat hij dat liever aan de kanker overlaat.

### Claire Benneten Eric Doyle
- Claire treft Eric aan in haar huis. Hij zegt dat 'Rebel' hem had aangeraden haar om hulp te vragen : Nathans organisatie, die alle paranormaal begaafden wil oppakken, zit hem namelijk achterna.
- Claire weigert hem te helpen omdat hij haar en haar moeder ooit gevangen heeft gehouden.
- Eric vraagt haar hoe het eigenlijk komt dat zíj niet achternagezeten wordt, ten slotte heeft zij toch ook een gave : ze geneest altijd onmiddellijk van haar verwondingen en is daardoor onkwetsbaar. Ze zegt dat er voor haar een uitzondering wordt gemaakt. Dat komt doordat ze beschermd wordt door haar biologische vader Nathan en haar adoptiefvader Noah Bennet, die voor Nathan werkt.
- Eric zegt dat hij haar niet wil dwingen hem te helpen en gaat weg.
- Later op de dag solliciteert Claire in de stripboekwinkel waar Alex Woolsley, een paranormaal begaafde die ze heeft helpen ontsnappen aan Nathans organisatie, vroeger werkte. Tijdens het sollicitatiegesprek krijgt ze een sms van Rebel waarin die haar waarschuwt dat Nathans agenten Eric hebben gevonden.
- Eric ontwapent een van de agenten door haar op paranormale wijze te besturen als een marionet. Claire slaat de andere agent neer.
- Die avond geeft Claire aan Eric vervalste identiteitsdocumenten om elders een nieuw leven te kunnen beginnen.

### Hiro NakamuraenAndo Masahashi
- Hiro en Ando komen aan op een adres in Los Angeles waar Rebel hen middels een sms naartoegestuurd had. Ze moeten er Matt gaan redden.
- Het blijkt om een geval van naamsverwarring te gaan want de Matt Parkman die er woont is een baby.
- De babysitter van dienst denkt dat Hiro en Ando gestuurd zijn om haar te komen vervangen en geeft de baby aan Hiro.
- Nog voor Hiro en Ando de kans krijgen om de situatie uit te leggen, vertrekt ze.